# Eric Van Meir
Eric Van Meir (ur. 28 lutego 1968 w Brecht) – były belgijski piłkarz występujący na pozycji obrońcy, a od 2015 trener Lierse SK.

## Kariera klubowa
Eric Van Meir zawodową karierę rozpoczynał w 1985 roku w zespole Berchem Sport. Miejsce w podstawowej jedenastce tej drużyny wywalczył sobie w sezonie 1986/1987, kiedy to rozegrał 30 spotkań. W sezonie 1990/1991 belgijski obrońca ani razu nie pojawił się na boisku, a kolejne rozgrywki rozpoczął już jako zawodnik Sportingu Charleroi. W ekipie "Les Zèbres" regularnie grywał od sezonu 1992/1993, w którym razem z drużyną dotarł do finału pucharu Belgii. Łącznie dla Charleroi Van Meir wystąpił w 115 meczach, w których strzelił czternaście goli.
Latem 1996 roku Eric przeniósł się do Lierse SK. Już w pierwszym sezonie gry dla "De Pallieters" zdobył mistrzostwo oraz superpuchar kraju. Wówczas należał także do czołówki ligowych strzelców. W 30 pojedynkach Van Meir szesnaście razy wpisał się na listę strzelców, a w czasie rozgrywek grał na swojej nominalnej pozycji obrońcy. W późniejszym czasie Eric dołożył do swoich trofeów puchar i po raz drugi superpuchar Belgii. W sezonach 1998/1999 i 1999/2000 znów imponował skutecznością, strzelając w rozgrywkach ligowych kolejno czternaście i piętnaście bramek.
W 2001 roku Van Meir podpisał kontrakt ze Standardem Liège. Na Stade Maurice Dufrasne spędził dwa sezony, w czasie których zaliczył 35 występów, w których dwa razy wpisał się na listę strzelców. Po zakończeniu sezonu 2002/2003 belgijski defensor został asystentem trenera w Lierse SK.

## Kariera reprezentacyjna
W reprezentacji Belgii Van Meir zadebiutował w 1993 roku. W 1994 roku znalazł się w kadrze drużyny narodowej na mistrzostwa świata. Pełnił tam jednak rolę rezerwowego i na murawie nie pojawił się w żadnym ze spotkań. Cztery lata później Georges Leekens powołał Erica na kolejny mundial. Na turnieju tym Belgowie nie zdołali wyjść z grupy, a Van Meir ponownie nie wystąpił w żadnym z pojedynków.
W 2000 roku belgijski piłkarz pojechał na mistrzostwa Europy, w których "Czerwone Diabły" po raz kolejny zostały wyeliminowane już w pierwszej fazie turnieju. Ostatnią wielką imprezą w karierze Erica były mistrzostwa świata w 2002 roku, na których Belgowie zajęli drugie miejsce w grupie i awansowali do 1/8 finału. W tym etapie turnieju zespół Roberta Waseige przegrał 2:0 z późniejszymi zwycięzcami mundialu – Brazylijczykami. Van Meir dla drużyny narodowej zaliczył łącznie 35 występów, w których strzelił jedną bramkę.